# Refaat Alareer
Refaat Alareer (arabisch رفعت العرعير, DMG Rifʿat al-ʿArʿīr; geboren am 23. September 1979 in Gaza; gestorben am 6. Dezember 2023 ebenda) war ein palästinensischer Lyriker, Schriftsteller, Essayist, Aktivist und Hochschullehrer.

## Leben und Werk
Alareer erwarb 2001 einen Bachelor of Arts (BA) in Englisch an der Islamischen Universität Gaza und 2007 einen Master (MA) am University College London. Er promovierte in englischer Literatur an der Putra Universität Malaysia.
Er war Professor für Literatur und kreatives Schreiben an der Islamischen Universität Gaza, an der er ab 2007 lehrte, und Mitbegründer der Organisation bzw. des Mentorenprogramms We Are Not Numbers, mit deren Hilfe Mentoren im Ausland mit jungen Schriftstellern in Gaza zusammengebracht werden sollten. Ziel war, die Schriftsteller aus Gaza dabei zu unterstützen, Geschichten in englischer Sprache zu veröffentlichen, die über bloße Opferzahlen hinausgingen, und ihnen so eine Stimme zu geben. Zu seiner Lehrtätigkeit gehörte auch die Beschäftigung mit hebräischer Literatur und der Darstellung von Juden in englischer Literatur. Als das Hauptziel dieser seiner Lehrtätigkeit gab er an, seinen Studierenden parallele Erfahrungen der Lebenswirklichkeit von Palästinensern und Juden aufzuzeigen. Gleichzeitig habe er aber auch vermitteln wollen, dass Israel Literatur „als Werkzeug für Kolonisierung und Unterdrückung“ gebrauche.
Alareer war Herausgeber der Kurzgeschichtensammlung Gaza Writes Back (2014) und Mitherausgeber der Anthologie Gaza Unsilenced (2015). Seit dem Gazakrieg (2008–2009) schrieb er nicht nur in seiner Muttersprache Arabisch, sondern war auch einer der führenden englischsprachigen Autoren aus Palästina. 2014 verlor er bei einem israelischen Bombenangriff einen Bruder und etwa 30 weitere Verwandte.
Den Terrorangriff der Hamas auf Israel am 7. Oktober 2023 rechtfertigte er in einem BBC-Interview am selben Tag als „legitim und moralisch“, beschrieb ihn als „Aufstand im Gaza-Ghetto gegen 100 Jahre europäischer und zionistischer Kolonialisierung und Besetzung“ und stellte ihn auf eine Stufe mit dem Aufstand im Warschauer Ghetto im Jahr 1943. Alareer bestritt, dass militante Hamas-Anhänger im Zuge des Terrorangriffs Opfer vergewaltigt hätten. Alle diese Vorwürfe sexueller Gewalt seien „Lügen“ und nur „ein Vorwand, um den Genozid in Gaza zu rechtfertigen“. Einen Tweet mit der Behauptung, die Hamas hätte ein israelisches Baby in einem Ofen „zu Tode gebacken“, kommentierte er mit „mit oder ohne Backpulver?“ In der Folge erhielt Alareer angeblich viele Vergewaltigungs- und Todesdrohungen online. Laut einer Untersuchung der israelischen Zeitung Haaretz im Dezember 2023 entsprach der Bericht über das „gebackene Baby“ nicht der Wahrheit.
Gegen Ende Oktober 2023 überlebten er und seine Familie einen israelischen Bombenangriff auf das Haus, in dem sich seine Wohnung befand. Am 6. Dezember 2023 wurde Alareer bei einem israelischen Luftangriff im Norden des Gazastreifens getötet, bei dem auch sein Bruder, dessen Sohn, seine Schwester und deren drei Kinder ums Leben kamen. Alareer hatte laut The Guardian die Wohnung seiner Schwester aufgesucht, weil er am Tag zuvor eine telefonische Drohung vom israelischen Militär erhalten hatte. Nach Ansicht der Menschenrechtsorganisation Euro-Mediterranean Human Rights Monitor zielte der tödliche Luftangriff genau auf die Wohnungseinheit seiner Schwester. Der Kulturwissenschaftler David Lloyd berichtete um 2025, diese Todesumstände – seiner Meinung nach „fast sicher eine gezielte Tötung eines von Gazas einflussreichsten kulturellen Aktivisten durch Israel“ – hätten dazu geführt, dass Alareer postum Ikonen-Status erlangt habe und Portraits von ihm auf diversen Anti-Kriegs-Protesten mitgeführt würden.
Am 1. November 2023 hatte Alareer ein 2011 an seine Tochter Shymaa geschriebenes Gedicht „If I must die“ („Wenn ich sterben muss“) im sozialen Netzwerk X veröffentlicht. Das Gedicht wurde innerhalb weniger Tage in Dutzende Sprachen übersetzt und von Menschen weltweit online geteilt. Ein Video mit einer Lesung des Gedichts von dem schottischen Schauspieler Brian Cox wurde binnen zwei Tagen über 12 Millionen Mal angesehen. Das Gedicht endet mit den Worten:

„If I must die

let it bring hope

let it be a tale“

„Wenn ich sterben muss

lass es Hoffnung bringen

lass es eine Erzählung sein“

Alareers Tochter Shymaa und ihr kleiner Sohn wurden einige Monate später ebenfalls bei einem israelischen Luftangriff getötet. Ein Jahr nach Alareers Tod erschien das Buch If I Must Die: Poetry and Prose, eine Sammlung von ihm verfasster Gedichte und Prosastücke. Der palästinensische Lyriker Mosab Abu Toha erklärte in New York bei der Vorstellung des Bands im Dezember 2024, nach dem Tod von Refaat und Shymaa Alareer sei If I Must Die ein Brief an „jeden von uns, der das Gedicht gelesen oder gehört hat.“ Das Buch erreichte Platz 20 auf der „Best-selling Booklist“ von USA Today und wurde von Publishers Weekly mit einem „Starred Review“ ausgezeichnet. Laut dem Review in Püblishers Weekly zeichnet das Buch ein erschütterndes Bild vom Alltag „hinter Israels Blockade“. Der beunruhigende Kontrast zwischen Alareers verhaltendem Prosastil und der beschriebenen Gewalt, wird hervorgehoben.

## Werke
- Refaat Alareer: If I Must Die: Poetry and Prose. OR Books, New York City 2024, ISBN 978-1-68219-621-2 (eingeschränkte Vorschau in der Google-Buchsuche). Zusammengestellt und mit einer Einführung von Yousef M. Aljamal. Mit einem Vorwort von Susan Abulhawa.[24]

### Anthologien
- Refaat Alareer (Hrsg.): Gaza Writes Back: Short Stories from Young Writers in Gaza, Palestine. Just World Books, Charlottesville, VA 2014, ISBN 978-1-935982-35-7 (englisch, justworldbooks.com).
- Refaat Alareer, Laila El-Haddad (Hrsg.): Gaza Unsilenced. Just World Books, Charlottesville, VA 2015, ISBN 978-1-935982-55-5 (englisch, justworldbooks.com).

### Essays
- Refaat Alareer:  My Child Asks, 'Can Israel Destroy Our Building if the Power Is Out?' In: The New York Times, 13. Mai 2021. Abgerufen am 7. Dezember 2023 (englisch).
- Refaat Alareer: Light in Gaza: Writings Born of Fire. Hrsg.: Jehad Abusalim, Jennifer Bing, Michael Merryman-Lotze. AFSC and Haymarket Books, Chicago, Illinois 2022, ISBN 978-1-64259-725-7, Gaza Asks: When Shall This Pass?, S. 15–28 (englisch, google.com).
- Refaat Alareer: They even keep our corpses.  Dying in Israeli prisons. In: scalawagmagazine.org. 20. Juni 2023, abgerufen am 22. Juni 2024 (englisch).